# Онлайн-страхование
Онла́йн-страхова́ние — заказ страхового полиса непосредственно через Интернет-сайт страховой компании либо страхового посредника, который включает в себя выбор страхового продукта, расчёт тарифа и страховой суммы, оплату, организацию осмотра имущества и доставки полиса.

## Виды онлайн-страхования
В зависимости от целей, набора страховых продуктов и технологической реализации процесса онлайн-страхования, страховые компании и посредники могут предлагать:
- сравнительный расчет по одному или различным страховым предложениям с возможностью только онлайн-заявки;
- сравнительный расчет по одному или различным страховым предложениям с возможностью онлайн-заявки и оплаты;
- сравнительный расчет по одному или различным страховым предложениям с возможностью онлайн-заявки, оплаты и организации встречи с агентом той или иной страховой компании;
- сравнительный расчет по одному или различным страховым предложениям с возможностью онлайн-заявки, оплаты, организации встречи с агентом страховой компании для осмотра имущества, если таковой требуется, и с доставкой полиса непосредственно страхователю.

Как правило, большинство из существующих ныне систем онлайн-страхования обеспечивает лишь первый вариант и требует встречи клиента с агентом той или иной страховой компании для осмотра имущества, подписания договора и оплаты. Остальные способы страхования встречаются реже, к тому же это, как правило, предложения продуктов одной страховой компании. Мультипредложения с возможностью заказа, оплаты и доставки технологически пока что организовывают единицы.

## Принципы работы онлайн-страхования
Обычно для того, чтобы оформить полис через Интернет, необходимо совершить 5 шагов:
1. выбрать страховой продукт одной или нескольких страховых компаний (для сравнения);
2. по наилучшему предложению рассчитать страховой тариф, страховую сумму (покрытие), а также стоимость дополнительных услуг (ассистанса);
3. оформить заказ, заполнив предлагаемые формы;
4. перечислить страховщику страховую премию используя электронный платеж, банковскую карту, электронные деньги или другими способами;
5. встретиться с агентом для осмотра имущества и оформления полиса или получить готовый страховой полис с курьером или по почте.

## Преимущества онлайн-страхования
- упрощение процесса страхования с помощью наглядного и интуитивно понятного способа сравнения, выбора страховой компании и страховых продуктов;
- сокращение затрат времени и сил страхователя благодаря возможности заказа не выходя из дома или офиса;
- автоматизация расчета страховой суммы и тарифов при помощи страхового мультикалькулятора;
- простота и универсальность способов оплаты (банковский перевод, платежные карты, электронные деньги, наличный расчет);
- минимизация «человеческого» фактора: отсутствие в большинстве случаев необходимости встречи и общения с представителями страховой компании.